# Sigiriya

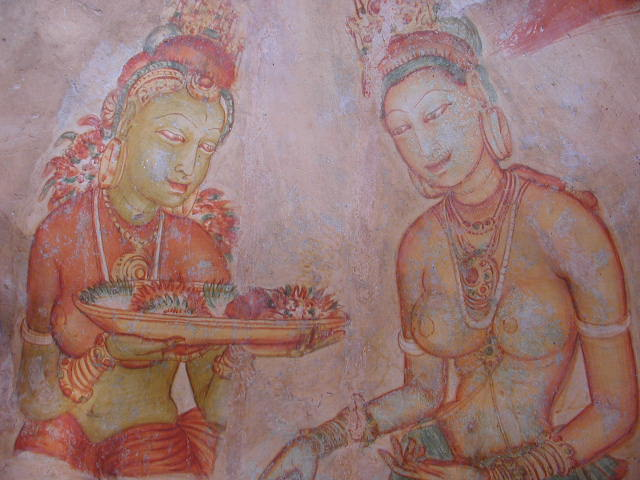
Fresco

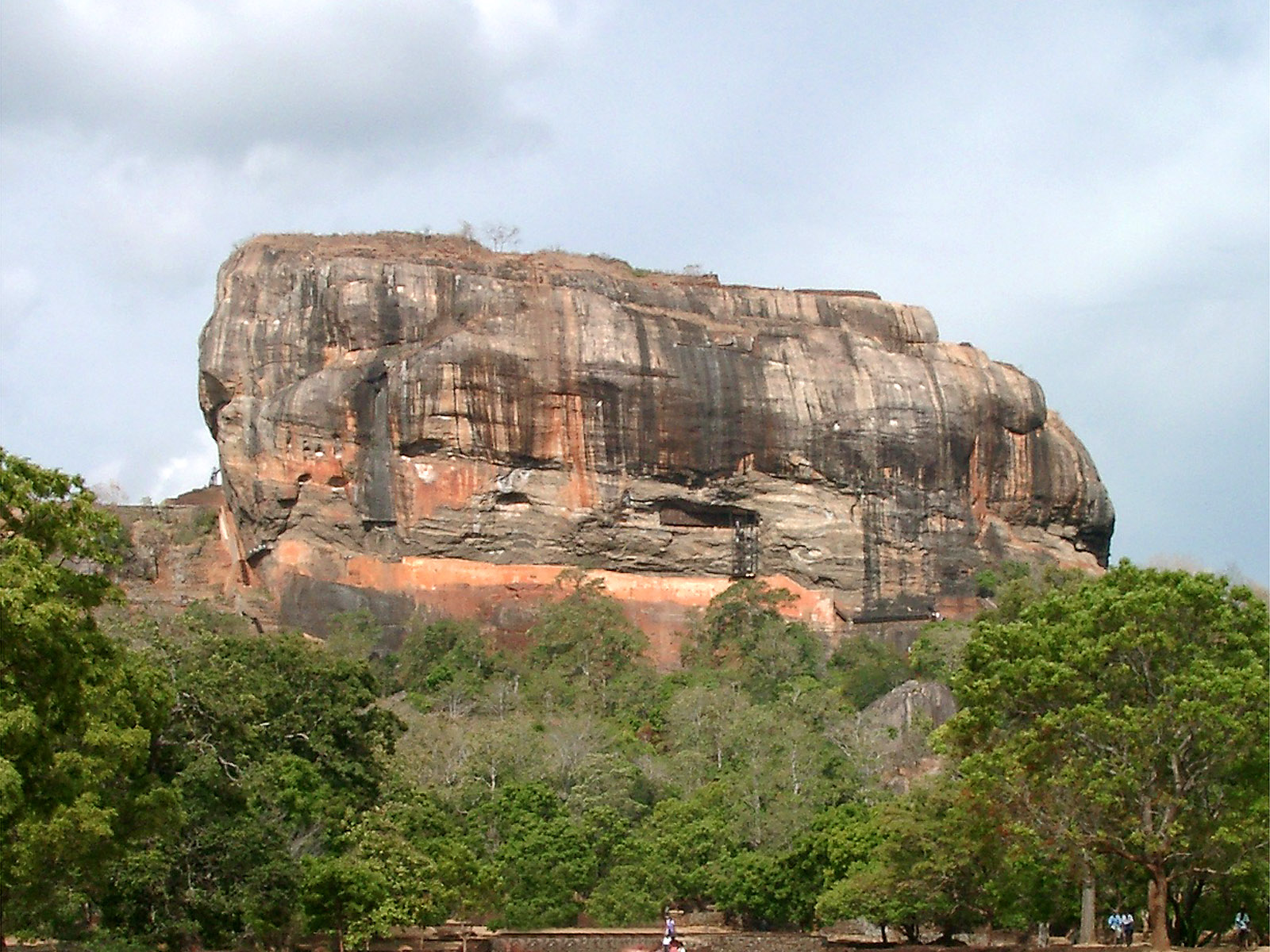
Rochedo de Sigiriya

Sigiriya, antiga capital do Sri Lanka, foi construída durante o reinado do Rei Kassyapa (477-495 a.C.). Sobre um rochedo de granito e elevando-se a uma altura de 370 metros é hoje, património mundial da UNESCO, e oferece-nos um magnífico exemplo de um centro de cidade da antiga Ásia, combinando com um avançado centro urbano do actual Sri Lanka.
A fortaleza foi originariamente construída na forma de um leão agachado, com a sua entrada sendo feita pela boca do leão. As patas gigantes são só o que restou da figura do leão mas o seu imponente perfil ainda se impõe em toda a estrutura, com pedras enormes esculpidas e pintadas.
Sigiriya reúne um grande complexo de jardins geométricos, piscinas, fontes e edifícios. Do alto do rochedo pode-se ainda ver parte da piscina real, o trono, os restos do grande palácio, com as suas passagens e jardins.
O jardim das águas, um impactante exemplo de hidráulica, secagem e controle de erosão, apresenta espectáculos com água para embevecimento dos visitantes. Há ainda um lago artificial, com uma barragem de 12 km, e jardins de águas, cisternas e ilhas artificiais circundando um grande pavilhão ajardinado. A água necessária para alimentar as fontes é operada pela gravidade e pressão artificial, e funciona até hoje.
Ao norte está a rocha de Pidurangala, com um monastério budista e templos em cavernas. Perto do topo, há uma das maiores reproduções de Buda já feitas, em tijolos e argamassa.
- Sigiriya Official Website